# Tsimiheti
Tsimiheti  su jedan od naroda Madagaskara od 1 280 000 pripadnika, koji živi u planinskim dijelovima na sjeveru centralne visoravni. 
I Tsimiheti kao i Merine govore - malgaški makrojezik
samo posebnim dijalektom, oko 68% njihova jezika isti je kao kod naroda Merina.

## Povijest
Tsimiheti su imali imali veliku demografsku eksploziju, od početka 20. stoljeća, tako da danas predstavljaju 7.3 % stanovništva Madagaskara. Njihov povijesni teritorij bio je sjeverno od naroda Merina, na centralnoj visoravni. Ime Tsimiheti (što na malagaškom znači oni koji ne sijeku svoju kosu dobili su početkom 18. stoljeća, kad su odbili odbili prihvatiti običaj Sakalava, da nakon smrti njihova kralja odsjeku svu kosu, - već su se radije iselili u nenaseljene goleti na sjeveru zemlje.
Tsimiheti su bili prvenstveno nomadski stočari, podjeljeni u brojne porodične klanove s vrlo malo političkih veza između sebe. Nisu trpjeli nikakve autoritete, već su uvijek radije migrirali nego da prihvate bilo kakvu vlast i ograde vlastitog načina života.
Oni su uspjeli zadržati svoju nezavisnost za vrijeme ranih kraljevstva naroda Sakalava i Betsimisaraka u 16. stoljeću, ali su prihvatili vlast merinskog kralja Radame I. 1820. i francusku kolonijalnu vladavinu u 20. stoljeću.
Tsimiheti su veliki individualci, koji i danas žive gotovo nezavisno od suvremene države Madagaskar, i održavaju svoje vlastito izuzetno egalitarno, nehijerarhijsko društvo. Tsimiheti se i danas najviše bave stočarstvom i nešto manje poljoprivredom, kao najamni radnici na velikim plantažama.
- Philibert Tsiranana (1910. – 1978.), bivši premijer Malagaške republike (1959. – 1972.) bio je pripadnik naroda Tsimiheti.

## Vanjske poveznice
- Tsimiheti na portalu Encyclopædia Britannica (engl.)